# Mormonia evanescens
Mormonia evanescens là một loài bướm đêm trong họ Noctuidae.